# Tension
Tensions zijn kleurnoten die aan een akkoord kunnen toegevoegd worden.
Als een akkoord enkel een tension (bijvoorbeeld 9, 11 of 13) heeft staan, wordt er meestal uitgegaan van een dominante vierklank daaronder. Als er dus C13 staat, is dat het akkoord C7 met daarbij ook de dertiende noot (hier dus een la).
Als alleen de drieklank met de tension-noot wordt bedoeld, gebruikt men de term add (bijvoorbeeld Cadd9).
Als een tension in een akkoord echt niet past, noemen we dat een avoid- (vermijd-)noot.